# Municipio de Wayne (condado de Tippecanoe)
El municipio de Wayne (en inglés, Wayne Township) es un municipio del condado de Tippecanoe, Indiana, Estados Unidos. Tiene una población estimada, a mediados de 2021, de 1701 habitantes.
Abarca una zona exclusivamente rural.

## Geografía
Según la Oficina del Censo de los Estados Unidos, tiene una superficie total de 89.5 km², de la cual 88.8 km² corresponden a tierra firme y 0.7 km² están cubiertos por agua.

## Demografía
Según el censo de 2020, en ese momento había 1685 personas residiendo en la zona. La densidad de población era de 19.0 hab./km². El 94.07 % de los habitantes eran blancos, el 0.53 % eran afroamericanos, el 0.12 % eran amerindios, el 0.42 % eran asiáticos, el 0.83 % eran de otras razas y el 4.04 % eran de una mezcla de razas. Del total de la población, el 2.91 % eran hispanos o latinos de cualquier raza.